# Equisetum fontinale
Equisetum fontinale là một loài dương xỉ trong họ Equisetaceae. Loài này được Copel. mô tả khoa học đầu tiên năm 1936.
Danh pháp khoa học của loài này chưa được làm sáng tỏ. 